# Жотер, Шандор
Шандор Жотер (венг. Zsótér Sándor; род. 20 июня 1961 года, Будапешт, Венгрия) — венгерский актёр, театральный режиссёр, а также сценарист.

## Биография

### Карьера
Родители актёра — Шандор Жотер и Ева Мали. В 1983 году Шандор окончил Академию драмы и кино в Будапеште. В 1983-1985 годах — в Театре им. Шандора Хевеши, 1985-1986 годах — в театре «Szigligeti» в Сольноке, 1986-1990 годах — в Театре им. Миклоша Радноти, 1990-1992 годах — в качестве драматурга Театре им. Жигмонда Морица, 1992-1994 годах — работал режиссёром в Национальном театре Мишкольца, 1994-1996 годах также работал режиссёром в театре «Szigligeti». С 1996 года Шандор Жотер начал работать преподавателем в Академии драмы и кино в Будапеште. В том же году он заключил контракт с театром «Szegedi Nemzeti», а в 1999 году — с Театром им. Миклоша Радноти. В 2008 году начал работать в Театре им. Гезы Гардони. Кроме того, Шандор Жотер непосредственно связан с Национальным театром Будапешта, Театром комедии Будапешта, Венгерским государственным оперным театром, Театром им. Иожефа Катоны, театром «Krétakör».

### Театр
В качестве актёра Шандор принял участие в 8 спектаклях, в том числе по произведениям Имре Шаркади. Как режиссёр, взял на себя руководство над 91 спектаклем, некоторые из них были по работам Уильяма Шекспира, Михая Вёрёшмарти, Виктора Гюго и др. Кроме того, Шандор исполнил роль сценариста для 10 спектаклей.

### Кино
Как актёр кино, снялся в фильмах: «Хануссен», «Без судьбы», «Белый Бог», «Сын Саула», «Закат» и др. Ещё Шандор взял на себя обязанности сценариста за 4 фильма.

## Награды
- 1998: «Премия имени Мари Ясаи»
- 2006: «Премия имени Кошута» и другие награды